# Gyékényes vasútállomás

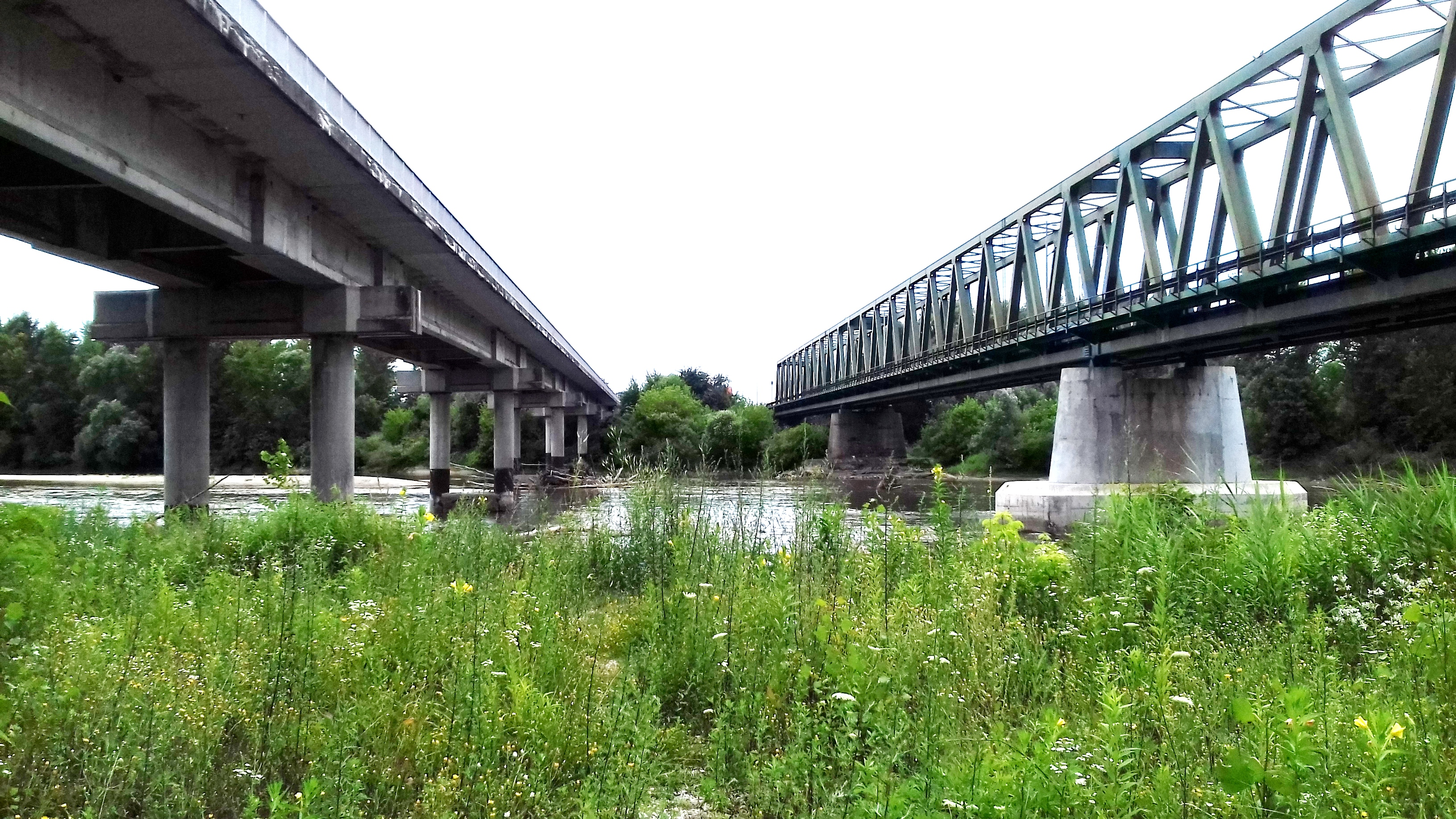
A közúti és a vasúti híd a Dráván Gyékényes mellett (már horvát területen), Botovo és Kapronca felé.

Gyékényes vasútállomás egy Somogy vármegyei vasútállomás, a MÁV üzemeltetésében.
Nevével ellentétben Zákány község határai közt helyezkedik el, a belterület délkeleti szélén, a névadó Gyékényes központjától nagyjából 5 kilométerre északnyugatra; közúti elérését a 6804-es útból dél felé kiágazó 68 317-es számú mellékút teszi lehetővé.
　

## Vonalak
MÁV　　
- 41-es vonal (Dombóvár–Gyékényes)
- 60-as vonal (Murakeresztúr–Szentlőrinc)

HŽ
- M201-es vonal (Dugo Selo–Gyékényes)

## Forgalom
| Járat                       | Útvonal | Gyakoriság                                  |
| --------------------------- | --- | ------------------------------------------- |
| személyvonat                | (Sopron – Sopronkövesd – Lövő – Bük – Salköveskút-Vassurány –) Szombathely – Püspökmolnári – Vasvár – Zalaszentiván (– Alsónemesapáti – Nagykapornak) – Búcsúszentlászló – Zalaszentmihály-Pacsa (– Pötréte) – Gelse – Nagykanizsa – Murakeresztúr (– Őrtilos) – Gyékényes – Berzence – Somogyudvarhely – Bélavár – Vízvár – Babócsa – Péterhida-Komlósd – Barcs – Darány – Szigetvár – Szentlőrinc – Pécs | Napi 3-5 pár                                |
| személyvonat                | Nagykanizsa – Murakeresztúr – Őrtilos – Zákány – Gyékényes | Napi 1-2 pár                                |
| személyvonat                | Nagykanizsa – Murakeresztúr – Őrtilos – Zákány – Gyékényes – Berzence – Somogyudvarhely – Bélavár – Vízvár – Babócsa – Péterhida-Komlósd – Barcs – Barcs felső – Középrigóc – Darány – Kisdobsza – Nemeske – Molvány – Szigetvár – Nagypeterd – Szentdénes – Szentlőrinc – Bicsérd – Mecsekalja-Cserkút – Pécs | Napi 1-2 pár                                |
| személyvonat                | Dombóvár – Dombóvár alsó – Nagyberki – Kaposszentjakab – Kaposvár – Kaposújlak – Kaposmérő – Kaposfő – Kiskorpád – Jákó-Nagybajom – Kutas – Beleg – Ötvöskónyi – Somogyszob – Bolhás – Szenta – Zrínyitelep – Csurgó – Gyékényes (– napi 3 pár tovább: Zákány – Őrtilos – Murakeresztúr – Nagykanizsa) | Kb. 2 óránként                              |
| Somogy InterCity            | Budapest-Keleti – Budapest-Kelenföld – Simontornya – Pincehely – Szakály-Hőgyész – Dombóvár – Kaposvár – Kiskorpád – Jákó-Nagybajom – Kutas – Beleg – Ötvöskónyi – Somogyszob – Bolhás – Csurgó – Gyékényes | Napi 1 pár                                  |
| Agram nemzetközi InterCity  | Budapest-Déli – Budapest-Kelenföld – Székesfehérvár – Lepsény – Siófok – Zamárdi – Balatonföldvár – Balatonszárszó – Balatonszemes – Balatonlelle – Balatonboglár – Fonyód – Balatonfenyves – Balatonmáriafürdő – Balatonszentgyörgy – Vörs – Zalakomár – Zalaszentjakab – Nagykanizsa – Gyékényes – Koprivnica – Križevci – Vrbovec – (Dugo Selo →) Zagreb Glavni kolodvor (Zágráb) | Napi 1 pár                                  |
| Gradec nemzetközi InterCity | Budapest-Déli – Budapest-Kelenföld – Székesfehérvár – Lepsény – Siófok – Zamárdi – Balatonföldvár – Balatonszárszó – Balatonszemes – Balatonlelle – Balatonboglár – Fonyód – Balatonfenyves – Balatonmáriafürdő – (Balatonberény →) Balatonszentgyörgy (← Vörs ← Zalakomár ← Zalaszentjakab) – Nagykanizsa – (Murakeresztúr →) Gyékényes – Koprivnica – (Mučna Reka → Sokolovac → Lepavina → Carevdar → Vojakovački Kloštar → Majurec →) Križevci – (Repinec → Gradec →) Vrbovec – (Božjakovina →) Dugo Selo – (Sesvetski Kraljevec → Sesvete → Culinec → Trnava → Maksimir →) Zagreb Glavni kolodvor (Zágráb) | Nyáron napi 1 pár                           |
| Adria nemzetközi InterCity  | Budapest-Keleti – Budapest-Kelenföld – Székesfehérvár – Siófok – Fonyód – Balatonszentgyörgy – Nagykanizsa – Gyékényes – Knin – Perković – Split Predgrađe – Split | Nyáron heti 3 pár                           |
| Pannónia InterRégió         | Szombathely (– Gyöngyöshermán – Sorkifalud – Szentléránt) – Püspökmolnári – Vasvár (– Pácsony – Győrvár – Egervár-Vasboldogasszony – Zalaszentlőrinc) – Zalaszentiván (– Búcsúszentlászló – Zalaszentmihály-Pacsa – Pötréte – Gelse) – Nagykanizsa – Murakeresztúr (– Őrtilos) – Gyékényes – Berzence (– Somogyudvarhely – Bélavár – Vízvár) – Babócsa – Barcs – Darány – Szigetvár – Szentlőrinc – Pécs | 2 óránként                                  |
| Zágráb Advent Expressz      | Csak nemzetközi forgalomban vehető igénybe Zágráb és magyarországi állomások között. Pécs – Szentlőrinc – Dombóvár alsó – Kaposvár – Somogyszob – Gyékényes – Zagreb Glavni kolodvor (Zágráb) | Advent 3. vasárnapja előtti szombaton 1 pár |